# Llama (Ânchache)
O distrito de Llama é um dos oito distritos que formam a província de Mariscal Luzuriaga, da região de Ânchache, Peru.
O distrito não é servido pelo sistema de estradas terrestres do Peru.